# Сант'Анђело (Кунео)
Сант'Анђело (итал. Sant'Angelo) је насеље у Италији у округу Кунео, региону Пијемонт.
Према процени из 2011. у насељу је живело 32 становника. Насеље се налази на надморској висини од 298 м.